# Спилиотис, Тед
Теодо́р К. «Тед» Спилио́тис (англ. Theodore C. «Ted» Speliotis; род. 20 августа 1953, Сейлем, Массачусетс, США) — греко-американский политик-демократ, член Палаты представителей Массачусетса от 12-го (1979—1986) и 13-го избирательных округов Эссекса (с 1997 года).

## Биография
В 1971 году окончил среднюю школу в Дэнверсе (Массачусетс).
В 1972 году — член городского собрания Дэнверса.
В 1976 году получил степень бакалавра наук в области политологии в Северо-Восточном университете.
В 1987—1995 годах — председатель городского собрания Дэнверса.
В браке с супругой Джун Консильи имеет двоих детей.
Исповедует греческое православие.